# Scala modulare
La scala modulare si chiama così perché è composta da una serie di moduli che permettono il montaggio della scala in varie posizioni. Il montaggio semplificato rispetto alle scale su misura, i moduli si assemblano tra loro tramite viti e bulloni. 
Si distinguono anche per il costo molto competitivo rispetto alle scale in cemento armato o quelle fatte costruire dal falegname. 
Con questo sistema non c'è neanche il problema della progettazione, visto che sono regolabili in fase di montaggio e, fornendo le misure dello spazio a disposizione, tramite il "configuratore scale" si può avere in tempo reale la progettazione ideale della propria scala.